# 스페인 제국
스페인 제국(스페인어: Imperio Español 임페리오 에스파뇰[*], 영어: Spanish Empire)은 한때 전 세계적 패권을 이룩했던 역사상의 식민제국이다. 15세기에서 19세기까지 아메리카 대륙, 필리핀 제도, 유럽, 아프리카, 오세아니아에 방대한 영토를 두고 다스렸다. 16세기와 17세기에는 당대 가장 강력한 제국들 중 하나였다. 18세기에 최전성기에 이르자 '해가 지지 않는 제국'이라고 불릴 정도의 영광을 누렸다.

## 역사

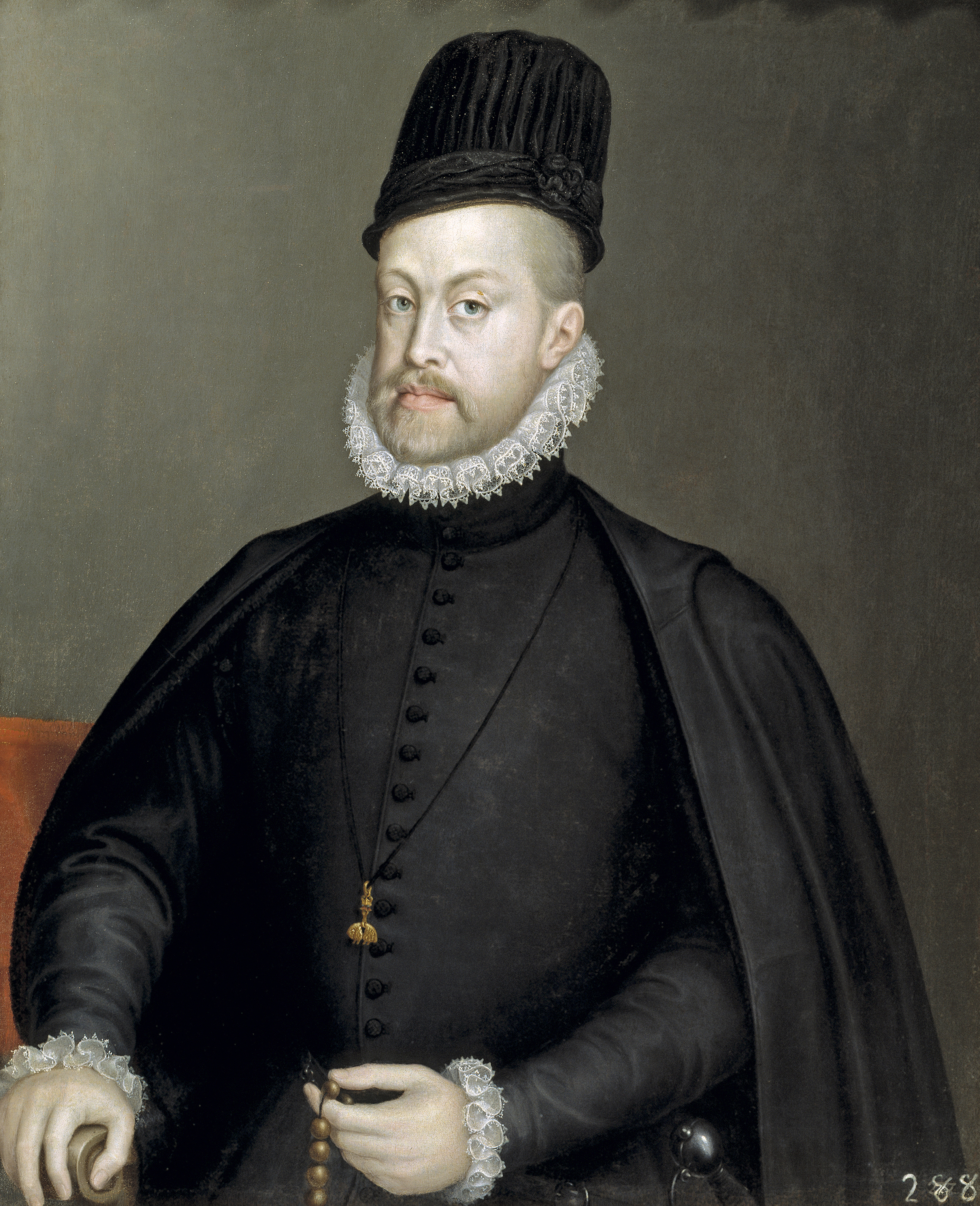
펠리페 2세

### 합스부르크 왕조
1492년 스페인은 이베리아 반도의 레콩키스타(재정복)로 통일 왕국을 세웠고, 같은 해 크리스토퍼 콜럼버스는 카스티야 왕국의 후원을 받아 탐험대를 이끌고 대서양을 가로질러 아메리카 대륙에 닿았다. 대항해시대에 스페인은 카리브 제도에 정착했으며, 이윽고 스페인의 콩키스타도르(정복자)들은 아메리카 본토의 아스텍 제국과 잉카 제국과 같은 토착 제국들을 무너뜨렸다. 이후 원정대들이 오늘날 북아메리카 캐나다에서 남아메리카의 티에라델푸에고 제도까지 진출하여 제국을 세웠다. 스페인의 세계 일주 탐험대는 1519년 페르디난드 마젤란이 시작하여, 1522년 후안 세바스티안 엘카노가 끝마치면서 콜롬버스가 바라던 아시아로 가는 서쪽 항로를 개척했으며, 극동 지역에도 스페인이 관심을 가지게 되어 괌, 필리핀과 주변 섬들에 식민지를 세웠다. 이 시대에 에스파냐는 아메리카의 거대한 땅과 더불어 네덜란드, 룩셈부르크, 벨기에, 이탈리아 대부분, 독일 일부, 프랑스 일부, 아프리카와 아시아, 오세아니아 영토를 차지하고 있었다. 스페인과 식민지 사이의 대서양 사이로 교역이 활발하게 이루어졌으며, 온갖 교역물 가운데 해마다 에스파냐 보물 함대(서인도 함대 Flota de Indias)가 본국으로 운반하던 아메리카의 귀금속도 있었다. 마닐라 아카풀코 함대(Galeones de Manila-Acapulco)는 태평양을 건너 정기적으로 운항하며 필리핀과 아메리카를 연결해 주었다. 스페인의 풍부한 무역 덕분에 스페인 해군은 강화되어 유럽과 지중해의 스페인 왕국을 보호했다.
스페인 제국의 전신인 카스티야 연합왕국은 아메리카 대륙과 필리핀 식민지를 기반으로 이베리아 반도의 주 세력으로 떠올랐다. 이후 합스부르크 스페인 왕가가 제국의 기초를 놓았으며, 합스부르크 가의 일원이자 카스티야 왕족 출신의 펠리페 2세가 확장 정책을 도모하며 국력이 크게 성장했다. 펠리페 2세는 영국과의 전쟁에서 무적함대가 대패하는 등 큰 피해를 입은 이후에도 스페인의 군사력을 추슬러 영국에 상대적 우위를 점했으며, 1580년에 포르투갈의 왕위를 계승하여 동군연합을 결성하여 토를 넓히는 등 제국의 틀을 다잡았다. 다만 펠리페 2세는 지나치게 카스티야 중심의 중앙집권제를 추진했고, 이로 인해 점차 연합왕국 내에서 반발이 생겨나기 시작하였다.
연합왕국 내의 불화는 1618년 일어난 30년 전쟁으로 급격히 커지기 시작했다. 스페인은 오스트리아의 합스부르크 왕가를 지원하며 빚이 급격히 늘어났고, 아시아 지방에서 일어나는 해적 행위를 제대로 막지 못했기에 결국 왕국 내 불화는 최고조에 이르게 되었다. 이는 특히 포르투갈에서 이같은 갈등이 크게 심각했고, 결국 포르투갈에서 스페인 관리들을 쫓아내고 브라간사 왕조를 중심으로 새로운 나라를 세워 독립하였다. 포르투갈의 독립은 스페인 연합 왕국에 엄청난 충격을 주었고, 이후 카탈루냐가 1640년에, 안달루시아가 1641년에, 나폴리 왕국이 1647년에, 1648년에는 아라곤 왕국이 반란을 일으켜 스페인의 국력을 약화시켰다. 특히 카탈루냐 독립 전쟁의 경우, 무려 12년이나 지속하며 스페인의 국력을 크게 약화시켰다.
스페인은 30년 전쟁에서 패전하여 네덜란드의 독립을 인정해야만 했고, 1659년에는 프랑스와의 전쟁에서 연달아 패배하여 플랑드르 지역 남서부의 로세욘 지방을 강제로 할양했다. 카를로스 2세의 재위기에는 1678년 프랑스에 영토 일부를 넘겨주었고, 1713년에 스페인 왕위 계승 전쟁이 일어나 부르봉 스페인 왕가로 왕실이 바뀌고 난 이후에는 오스트리아에 플랑드르와 나폴리 왕국 등을 넘겨주며 점차 영토가 쪼그라들었다.

### 부르봉 왕조

스페인 제국의 최대 강역

#### 전성기
스페인 제국은 이후 부르봉 스페인 왕가 때에 제국의 힘을 본격적으로 다시 늘려나가기 시작했다. 부르봉 왕조에서는 훌륭한 명군들을 연이어 배출하였다. 펠리페 5세는 아메리카 대륙과 유럽 대륙 사이의 무역을 크게 장려했고, 군사력을 발전시키며 내치에도 힘을 쏟아 스페인 제국은 다시 중흥기를 맞을 수 있게 되었다. 카를로스 3세의 재위기에는 아메리카 대륙에 남부 아르헨티나에서부터 미국 서부, 중부, 남부 지방은 물론 캐나다 남부까지 차지하였고, 심지어는 루이지애나 일부까지 영토를 넓히며 최전성기를 누렸다. 독실한 가톨릭교도였던 카를로스 3세는 예수회를 제국에서 몰아내고 북아메리카 대륙 여러곳에 원정대를 파견, 영토 확장에 주력하기도 했다.
스페인 제국은 미국 독립전쟁에서 미합중국을 지지, 영국에 선전포고를 하고 프랑스와 손을 잡았다. 지브롤터에서는 세인트빈센트 곶 해전, 아메리카 대륙에서는 과테말라와 니카라과에서 영국군과 전투를 벌였으며 루이지애나에서는 1780년 5월 세인트루이스 전투에서 영국군을 격파하였다. 이후에도 1781년 1월 7일 모빌 전투에서 영국군에 승리를 거두었으며, 펜서콜라 공방전에서 웨스트 플로리다 주의 주도였던 펜서콜라를 공략하였다. 이 전쟁에 참여한 대가로 스페인 제국은 옛 시절에 영국에 넘겨주었던 플로리다를 재탈환할 수 있었다. 이후 카를로스 3세가 죽고 카를로스 4세가 새로운 왕에 올랐으며, 비슷한 시기에 프랑스 대혁명이 일어나며 제국도 점차 무너지기 시작한다.

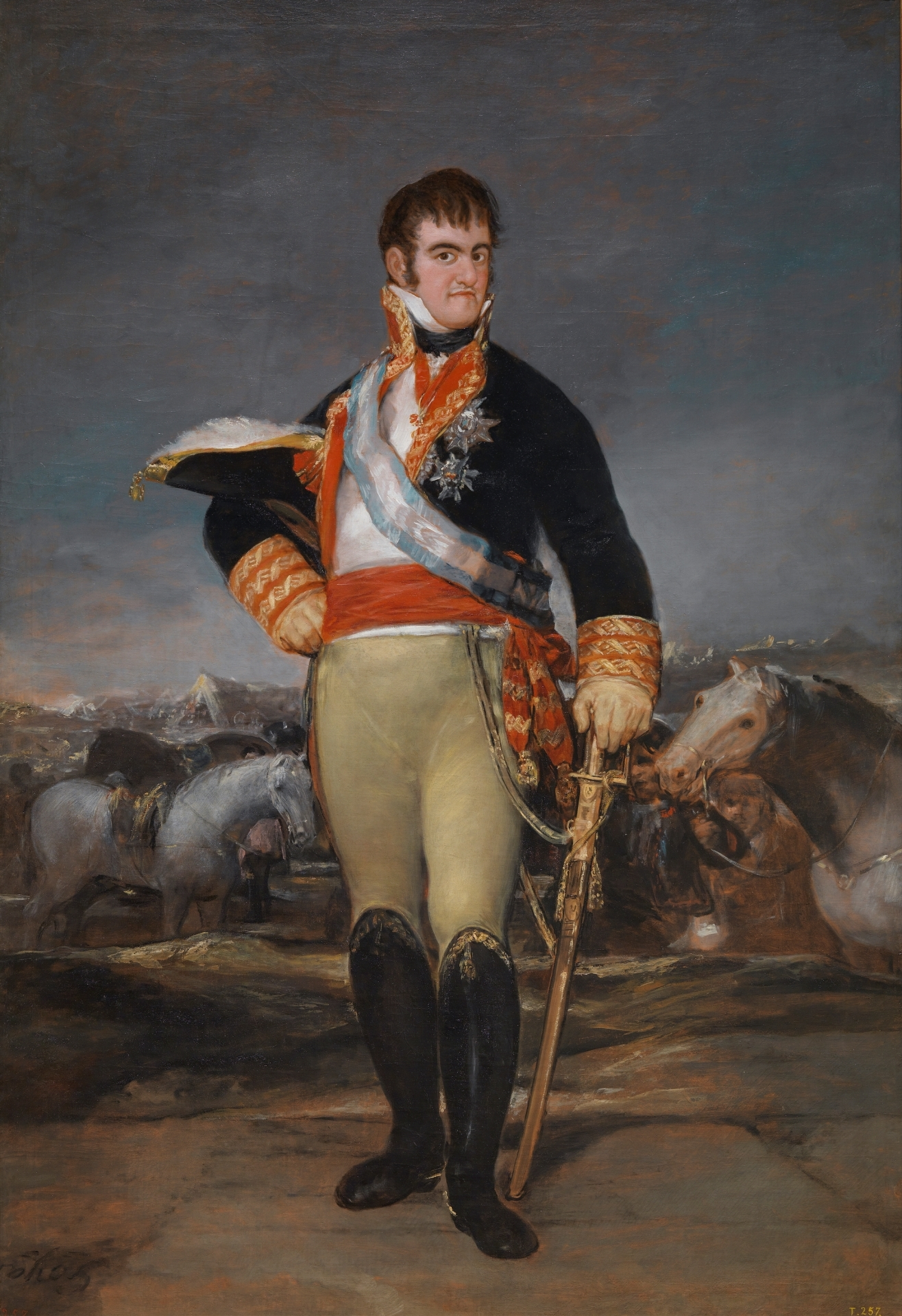
페르난도 7세

#### 쇠퇴기
프랑스 대혁명과 함께 등장한 보나파르트 나폴레옹은 본격적으로 스페인에 간섭하기 시작하였다. 당시 카를로스 4세는 잦은 실정과 둔한 지도력으로 사람들의 지지를 받고 있지 못했으며, 결국 그의 아들이 페르난도 7세로 즉위하게 되었다. 허나 나폴레옹은 그가 직접 스페인의 왕정에 개입하기를 원했고, 페르난도 7세를 몰아내고 나폴레옹의 친형을 호세 1세로 새로운 왕으로 즉위시켰다. 허나 이후 프랑스 군대가 스페인 곳곳을 돌아다니며 약탈과 강간, 살인을 일삼자 스페인 국민들의 프랑스에 대한 적대감은 극에 달했고, 결국 이베리아 반도 전쟁이 일어났다. 나폴레옹이 몰락하자 호세 1세는 쫓겨났고 다시 페르난도 7세가 왕위에 복귀하며 부르봉 왕조가 복귀하게 된다.
선정을 베풀기를 바랐던 스페인 국민들의 바람과는 달리, 페르난도 7세는 중남미 식민지들에서 일어나는 반란들을 제대로 진압하지 못하며 제국의 영토들을 하나하나 잃어가기 시작하였다. 게다가 내정도 제대로 관리하지 못하며 국민들의 분노는 극으로 치닫게 된다. 페르난도 7세의 뒤를 이어 즉위한 이사벨 2세도 시원찮은 국정 능력을 보이며 별다른 지지를 받지 못했다. 게다가 이사벨 2세는 여성이라는 치명적인 불리함이 있었고, 교회나 보수 세력들의 지지를 받지 못했다. 이에 그의 친척이던 몰리나 백작 카를로스가 왕위를 요구했고, 스스로를 카를로스 5세라 칭했다. 이사벨 2세는 뒤이어 일어난 내전에서 카를로스 5세를 상대로 승리하며 왕위를 지켜냈으나, 제국의 국력은 갈수록 깎여만 갔다. 이사벨 2세는 집권 이후 끊임없는 실수와 실패를 반복하며 무능력함을 만천하에 드러냈고, 결국 군부가 쿠데타를 일으켜 1868년 여왕을 프랑스로 쫓아냈다. 허나 이사벨 2세는 왕위를 포기하지 않았고, 망명지인 파리에서 왕세자였던 알폰소 12세에게 왕위를 물려주었다. 스페인 국내에서는 이에 반발하여 사보이 왕가의 아마데오 1세를 새 왕으로 옹립했다. 얼마 지나지 않아 국내의 군부 세력이 또다른 쿠데타와 분열로 몰락했고, 아마데오 1세는 다시 이탈리아로 돌아갔다. 이후 알폰소 12세가 돌아와 부르봉 왕가를 다시 세웠다. 알폰소 12세는 선정을 베풀었으며, 국내 반란을 진압하고 스페인의 입헌군주국화를 추진하여 자유주의자들의 반발을 무마하며 짧은 재위시기 동안 상당한 업적을 남겼다. 다만 알폰소 12세는 28세라는 이른 나이에 세상을 떠났다.
알폰소 12세가 승하하자, 그의 아들인 알폰소 13세가 1886년에 왕위에 올랐다. 허나 알폰소 13세는 무능력하고 유약한 인물이었고, 보수 세력과 진보 세력 사이에서 중심을 잡지 못해고 갈팡질팡했다. 결국 이로 인해 제국 내의 불화가 쌓여만갔다. 1898년에는 미국-스페인 전쟁이 발발했다. 당시 스페인령 쿠바에서는 독립 세력들이 전쟁을 벌이고 있었는데, 미국이 이들을 보호한다는 명분으로 전쟁을 일으킨 것이다. 이 전쟁에서 끝내 패배한 스페인 제국은 괌, 푸에르토 리코, 북마리아나 제도와 같은 아메리카 대륙의 식민지들을 모두 상실했으며 필리핀도 이때 미국의 식민지로 넘어갔다. 또한 서태평양의 작은 도서들은 유지비 감당이 버거워 1899년에 독일에게 모두 매각하며 영토는 자꾸 줄어만 갔다. 이때 이후로 스페인은 서구 열강 대열에서 탈락하였으며, 미국이 대신 그 자리에 들어가게 된다.
당시 스페인 제국이 국외에 소유하고 있던 식민지는 서사하라와 적도 기니, 스페인령 모로코 뿐이었다. 게다가 스페인령 모로코는 프랑스의 간섭으로 인하여 제대로 통치하지도 못하던 상황이었고, 프랑스를 견제하던 영국과 독일의 지원을 받아 북부 지방에만 간신히 영향력을 미쳤다. 다만 모로코 북부 지방이 지중해와 대서양을 잇는 경제성 좋은 지방이기는 하였다. 스페인은 이 지방에서 고급 광물들을 노천 광산을 통하여 채굴하여 돈을 벌었으며, 철광석을 채굴하여 스페인의 산업화를 도왔다. 이 시기 스페인은 더이상의 서구 열강들 사이에서의 세력 확장 경쟁에서 빠졌고, 오히려 영국과 프랑스 간의 관계를 개선하고 항로의 치안을 보장하고 무역을 확장하는 등 경제적인 면에 주력하였다.
1909년 바르셀로나에서는 무정부주의자들의 봉기가 일어났고, 스페인 제국을 떠받치는 두 기둥이었던 교회와 왕실에 대한 반발이 급속도로 일어나기 시작하였다. 스페인은 모로코에서 일어난 반란을 제대로 진압하지 못했고, 결국 왕정과 권력을 잡은 군부에 대한 불신이 커져 결국 프리모 데 리베라를 중심으로 쿠데타가 일어나며 알폰소 13세가 쫓겨나게 된다. 이후 스페인 제 2공화국이 수립되었고, 부르봉 왕조가 마침내 무너지며 알폰소 13세는 국외로 망명하였다. 이 과정에서 북아프리카에 주둔하던 '아프리카 군단'의 힘이 상대적으로 매우 강해졌고, 이들이 프란시스코 프랑코가 이끈 반란 세력의 중추를 이루며 스페인은 더더욱 혼란 속으로 빠져들었다.
스페인 내전에서 스페인 제2공화국을 폐지하고 새롭게 권력을 잡은 프랑코는 국가의 발전보다는 자신의 안위에 더욱 관심이 많은 인물이었다. 그는 극렬한 파시스트이기도 하였기에, 제2차 세계대전 동안 히틀러와 무솔리니를 일부 지지하는 모습을 보였으나 적극적으로 협력하지도 않았다. 이 때문에 프랑코 정권은 2차 세계대전이 연합국의 승리로 끝난 이후에도 일정 기간 동안 권력을 보전할 수 있었다. 다만 전쟁에서 큰 피해를 입었던 소련 등의 국가들은 스페인의 이중적인 모습에 크게 분노했고, 스페인을 국제적으로 고립시키기 위해 전력을 다했다. 이 때문에 프랑코 정권 치하의 스페인은 한동안 국제 사회에서 고립되어 있었으며, 나토 가입도 프랑코 사후인 1982년 5월에 할 수 있었다.
1975년에 스페인의 독재자 프란시스코 프랑코가 죽은 후, 그가 지정한 명령에 따라 후안 카를로스 1세가 즉위, 스페인에 왕정복고가 이루어졌다. 이후 스페인은 스페인령 사하라에서 철수했고, 세우타, 멜리야과 북아프리카 일부 지역 등을 제외하고는 거의 대부분의 해외 영토들에서 철수했다. 이로서 마침내 몇 백년에 걸친 스페인 제국의 역사도 모두 끝난다.

## 역대 황제
- 이사벨 1세 (1492년~1504년)
- 후아나 1세 (1504년~1516년)
- 카를로스 1세 (1516년~1556년)
- 펠리페 2세 (1556년~1598년)
- 펠리페 3세 (1598년~1621년)
- 펠리페 4세 (1621년~1665년)
- 카를로스 2세 (1665년~1700년)
- 펠리페 5세 (1700년~1724년, 1724년~1746년)
- 루이스 1세 (1724년)
- 페르난도 6세 (1746년~1759년)
- 카를로스 3세 (1759년~1788년)
- 카를로스 4세 (1788년~1808년)
- 페르난도 7세 (1808년, 1813년~1833년)
- 호세 1세 (1808년~1813년)
- 이사벨 2세 (1833년~1868년)
- 아마데오 1세 (1870년~1873년)
- 알폰소 12세 (1875년~1885년)
- 알폰소 13세 (1886년~1931년)

## 같이 보기
- 스페인의 역사
- 페루 부왕령 인종 범주

## 참조
- Armstrong, Edward (1902). The emperor Charles V. New York: The Macmillan Company
- Black, Jeremy (1996). The Cambridge illustrated atlas of warfare: Renaissance to revolution. Cambridge: Cambridge University Press. ISBN 0-521-47033-1
- Braudel, Fernand (1972). The Mediterranean and the Mediterranean World in the Age of Philip II, trans. Siân Reynolds. New York: Harper & Row. ISBN 0-06-090566-2
- Fernand Braudel, The Perspective of the World (part iii of Civilization and Capitalism) 1979, translated 1985.
- Brown, Jonathan (1998). Painting in Spain : 1500–1700. New Haven: Yale University Press. ISBN 0-300-06472-1
- Dominguez Ortiz, Antonio (1971). The golden age of Spain, 1516-1659. Oxford: Oxford University Press. ISBN 0-297-00405-0
- Edwards, John (2000). The Spain of the Catholic Monarchs, 1474-1520. New York: Blackwell. ISBN 0-631-16165-1
- Harman, Alec (1969). Late Renaissance and Baroque music. New York: Schocken Books.
- Kamen, Henry (1998). Philip of Spain. New Haven and London: Yale University Press. ISBN 0-300-07800-5
- Kamen, Henry (2005). Spain 1469-1714. A Society of Conflict (3rd ed.) London and New York: Pearson Longman. ISBN 0-582-78464-6
- Parker, Geoffrey (1997). The Thirty Years' War (2nd ed.). New York: Routledge. ISBN 0-415-12883-8
- Parker, Geoffrey (1972). The Army of flanders and the Spanish road, 1567-1659; the logistics of Spanish victory and defeat in the Low Countries' Wars.. Cambridge: Cambridge University Press. ISBN 0-521-08462-8
- Parker, Geoffrey (1977). The Dutch revolt. Cambridge: Cambridge University Press. ISBN 0-8014-1136-X
- Parker, Geoffrey (1978). Philip II. Boston: Little, Brown. ISBN 0-316-69080-5
- Parker, Geoffrey (1997). The general crisis of the seventeenth century. New York: Routledge. ISBN 0-415-16518-0
- Ramsey, John Fraser (1973) Spain: the rise of the first world power. University of Alabama Press. ISBN 0-8173-5704-1 9780817357047
- Stradling, R. A. (1988). Philip IV and the government of Spain. Cambridge: Cambridge University Press. ISBN 0-521-32333-9
- Thomas, Hugh (2004). Rivers of Gold: The Rise of the Spanish Empire 1490-1522 Weidenfeld & Nicolson. ISBN 0-297-64563-3
- Thomas, Hugh (1997). The Slave Trade; The History of the Atlantic Slave Trade 1440-1870. London: Papermac. ISBN 0-333-73147-6
- Various (1983). Historia de la literatura espanola. Barcelona: Editorial Ariel
- Wright, Esmond, ed. (1984). History of the World, Part II: The last five hundred years (3rd ed.). New York: Hamlyn Publishing. ISBN 0-517-43644-2.